# Lancelot-Théodore Turpin de Crissé
Pour les articles homonymes, voir Turpin de Crissé.
Lancelot-Théodore Turpin de Crissé né à Paris le 9 juillet 1782 et mort dans la même ville le 15 mai 1859 est un peintre et un collectionneur d'œuvres d'art français.

## Biographie
Peintre d'Histoire, de scène de genre, de paysage et d'architecture, Lancelot-Théodore Turpin de Crissé est né le 9 juillet 1782 à Paris. Il est le fils d'Henri Roland Lancelot Turpin de Crissé (19 mai 1754, Paris - vers 1799, Philadelphie) et d'Émilie-Sophie de Montullé (8 mai 1756 - 12 mai 1816).

### L'Ancien Régime, la Révolution et l'Empire (1782-1815)

Armes de la famille Turpin de Crissé.

Issu d'une famille d'artistes et de collectionneurs — dont sa grand-mère Élisabeth Haudry — ruinés avant la Révolution, Lancelot-Théodore Turpin de Crissé est protégé par son parrain l'archéologue Choiseul-Gouffier qui l'emmène en Suisse. Il lui commande et achète des tableaux pour le racheter de la conscription et l'envoie à Rome finir ses études.
De retour en France en 1809, il est accueilli par la reine Hortense. Caroline Bonaparte, reine consort de Naples, le prince Eugène et l'impératrice Joséphine lui accordent leur protection et il devient chambellan de cette dernière après son divorce de Napoléon Ier jusqu'en 1815. Ils visitent ensemble la Savoie, la Suisse et l'Italie vers 1810. Un grand nombre de dessins rapportés de ses voyages traduisent son goût pour les arts, goût inculqué par son père qui s'était rendu compte de ses dons précoces. La liaison amoureuse entre Joséphine et Turpin de Crissé est assumée et connue de tous.
Il expose au Salon de 1806 (année de sa médaille d'or) jusqu'en 1835, le plus souvent des vues d'Italie, telle la Vue de la façade de Santa Maria dei Miracoli à Venise, et des paysages historiques.
Il se lie avec Anne-Louis Girodet qui exerce une influence sur lui dans sa manière d'appréhender la technique du paysage. Le 16 novembre 1813, il épouse sa cousine issue de germain, Adèle de Lesparda (1789-1861), fille de Jean, baron de Lesparda — président du canton de Montereau et conseiller général de Seine-et-Marne — et d'Adélaïde Haudry de Soucy, dont il n'eut pas d'enfant.

### La Restauration (1815-1830)
Lors de la Restauration, il est nommé membre libre de l'Académie des beaux-arts et membre de la commission de Beaux-Arts en novembre 1816. Il devient membre du conseil des musées royaux en 1824, et inspecteur général du département des Beaux-Arts en 1825. La même année, il reçoit la croix de la Légion d'honneur et la charge de directeur de la gravure des cérémonies royales, chargé de l’Album du Sacre qui ne sera jamais réalisé. Il est nommé gentilhomme honoraire de la chambre du Roi en 1829.
Durant cette période, il effectue trois voyages en Italie : en 1818 pour préparer le Salon de 1819, en 1824 pour compléter ses albums, et en 1829 pour sa nomination à l'Académie des beaux-arts de Venise. Il signe du monogramme « T T » surmonté de la croix comtale. Ses études et dessins des sept séjours italiens de jeunesse rassemblés en carnets sont publiés en 1828 sous le titre de Souvenirs du golfe de Naples, avec 39 planches d'après ses dessins, et dédicacés à la duchesse de Berry et à son fils le duc de Bordeaux,.

### La monarchie de Juillet (1830-1859)
Fervent légitimiste, il démissionne de ses fonctions à l'avènement de la monarchie de Juillet en 1830 pour rentrer dans sa vie privée.
En 1832, il présente quatre paysages à la Royal Academy de Londres.
Lancelot-Théodore Turpin de Crissé présente encore des œuvres aux Salons de 1833, 1835 et 1837, et au Salon de la Royal Academy de Londres en 1832. Il fait paraître ses Souvenirs du vieux Paris, exemples d'architecture de temps et de styles divers en 1835. Il continue à peindre et à militer en faveur des Bourbons jusqu'à sa mort survenue le 15 mai 1859 à Paris, où il est inhumé au cimetière du Père-Lachaise (10e division),.

### Le collectionneur
Lors de la Restauration, ayant hérité d'un cousin Lusignan, Turpin de Crissé se constitue un cabinet éclectique comprenant des œuvres de peintres contemporains : Jean-Joseph-Xavier Bidauld, Merry-Joseph Blondel, Antoine-Félix Boisselier, Alexandre-François Caminade, Antoine-Laurent Castellan, Auguste Couder, André Giroux, François Marius Granet, François-Joseph Heim, Charles-Victor Moench-Munich, Jean-Charles-Joseph Rémond, Louise-Joséphine Sarazin de Belmont et surtout Jean-Auguste-Dominique Ingres (Paolo et Francesca, musée des Beaux-Arts d'Angers). Il collectionne aussi quelques primitifs français et flamands, en particulier un triptyque de l'école d'Avignon provenant de la collection de son ami, le peintre Pierre Révoil, et un diptyque donné à l'école flamande de la fin du XVe siècle, La Vierge et l'Enfant, ainsi que le Portrait équestre d'Henri IV de Jean-Baptiste Mauzaisse.
Il achète également de nombreuses antiquités et lègue ses collections au musée des Beaux-Arts d'Angers. En effet, il avait été recueilli assez jeune au château d'Angrie, en Anjou, par une parente éloignée qui s'était émue du dénuement de sa mère en Angleterre, d'où son père était reparti seul émigrer en Amérique. La famille qui vivait jusque-là très chichement de la vente de gouaches sur ivoire trouva en Lancelot-Théodore une nouvelle source de revenus. Son premier tableau, Le passage de la Loire par les Vendéens de 1793, date de ces années noires dont il devait se souvenir lors de son second exil d'août 1830, évoquant dans une lettre[réf. nécessaire] « un talent qui allait pour la deuxième fois lui devenir nécessaire » et s'y exclamant « quel roman que ma vie ! »
Ces collections sont conservées depuis 1861 dans le logis Pincé de son ami le peintre Guillaume Bodinier.

## Œuvres
- Paysage avec bestiaux sur une route, 1806, huile sur toile, 48 × 65 cm, Paris, musée Marmottan-Monet[8].
- Vue de la ville de Sion dans le Valais, 1810, huile sur toile, 90 × 106 cm, Boulogne-Billancourt, bibliothèque Marmottan[8].
- Vue prise à Rome sous l'arc de Janus, 1818, localisation inconnue[9].
- Le Chasseur de l'Apennin, 1822, huile sur toile, 162 × 120 cm, musée des Beaux-Arts d'Angers.
- Apollon chassé du ciel, enseigne la musique aux bergers, 1824, huile sur toile, Carpentras, musée Comtadin-Duplessis.
- Vue du Vésuve prise du Fort de Grenatello, 1827, huile sur toile, 40 × 54 cm, Gray, musée Baron-Martin.
- Vue prise de Roquebrune en Italie, 1831, huile sur toile, musée des Beaux-Arts de Marseille.
- Une Messe à la Chapelle expiatoire, 1835, huile sur toile, Paris, musée Carnavalet.
- Rochers au bord de la mer avec des centaures, 1836, huile sur toile, Venise, Galeries de l'Académie.
- Entrée de l'empereur d'Autriche Ferdinand Ier à Venise en 1838, entre 1838 et 1845, huile sur toile, 97 × 130 cm, musée des Beaux-Arts d'Angers.
- Vue d'un forum romain avec les temples de Vespasien et de Saturne, 1842, huile sur toile, 130 × 99 cm, localisation inconnue[10].
- Vue imaginaire d'un port antique, 1854, huile sur toile, 107 × 161 cm, localisation inconnue[réf. nécessaire].

Dates non documentées
- Barque naufragée, gravure de Zachée Prévost d'après Turpin de Crissé, Paris, BnF[11].
- Vue d'une partie du palais ducal et de la Piazzetta à Venise, huile sur toile, Paris, musée du Louvre.
- Paysage au torrent avec daims attaqués par des loups, huile sur toile, Paris, musée du Louvre.
- Temple d'Antonin et Faustine, Stockholm, Nationalmuseum[12].
- Vue de la Via Appia antique, huile sur toile, 54 × 87 cm, paire avec un autre paysage, localisation inconnue[13].

Œuvres de Lancelot-Théodore Turpin de Crissé
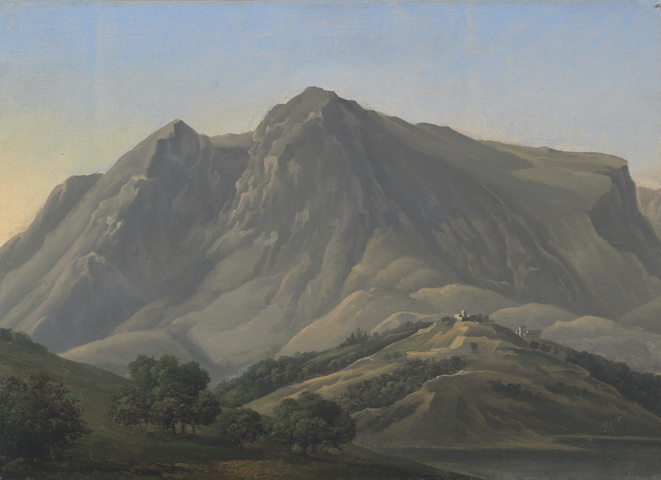
Le Mont Velino dans les Abruzzes (entre 1807 et 1808), Staatliche Kunsthalle Karlsruhe.
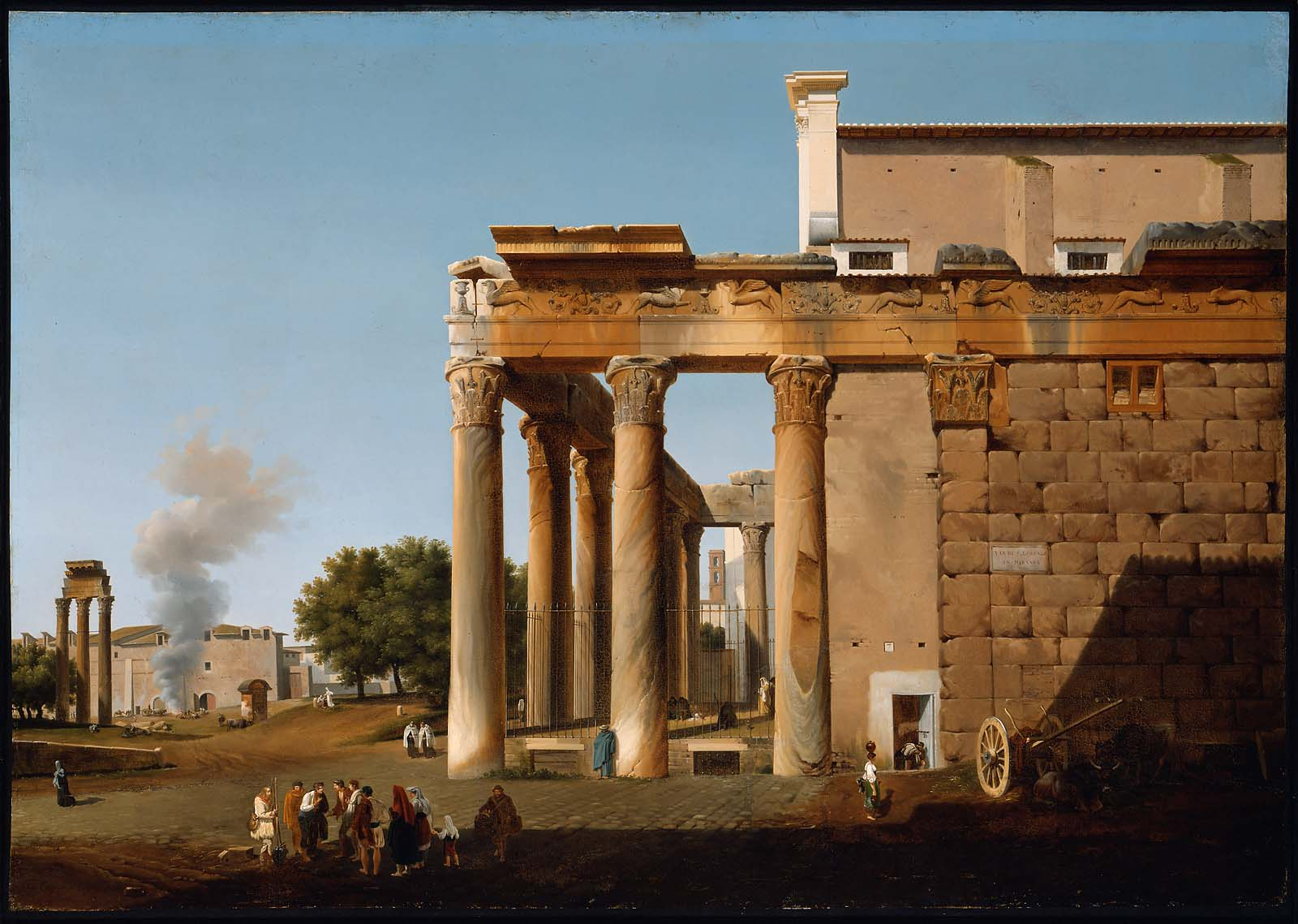
Le Temple d'Antonin et Faustine (1808), Boston, musée des Beaux-Arts.
Vue de la villa Pizzofalcone, Naples (vers 1819), Washington, National Gallery of Art.
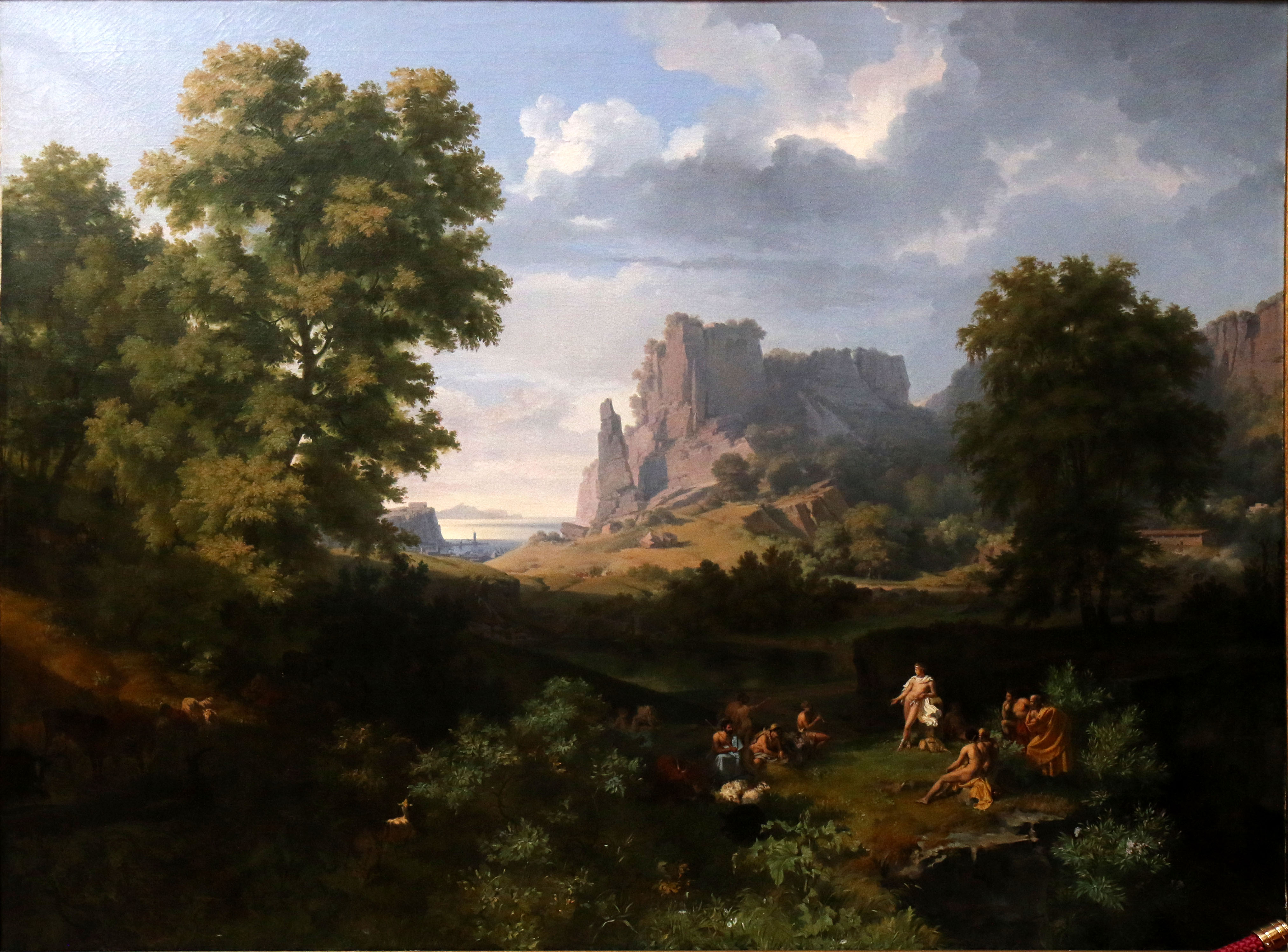
Apollon chassé du ciel, enseigne la musique aux bergers (1824), Carpentras, musée Comtadin-Duplessis.
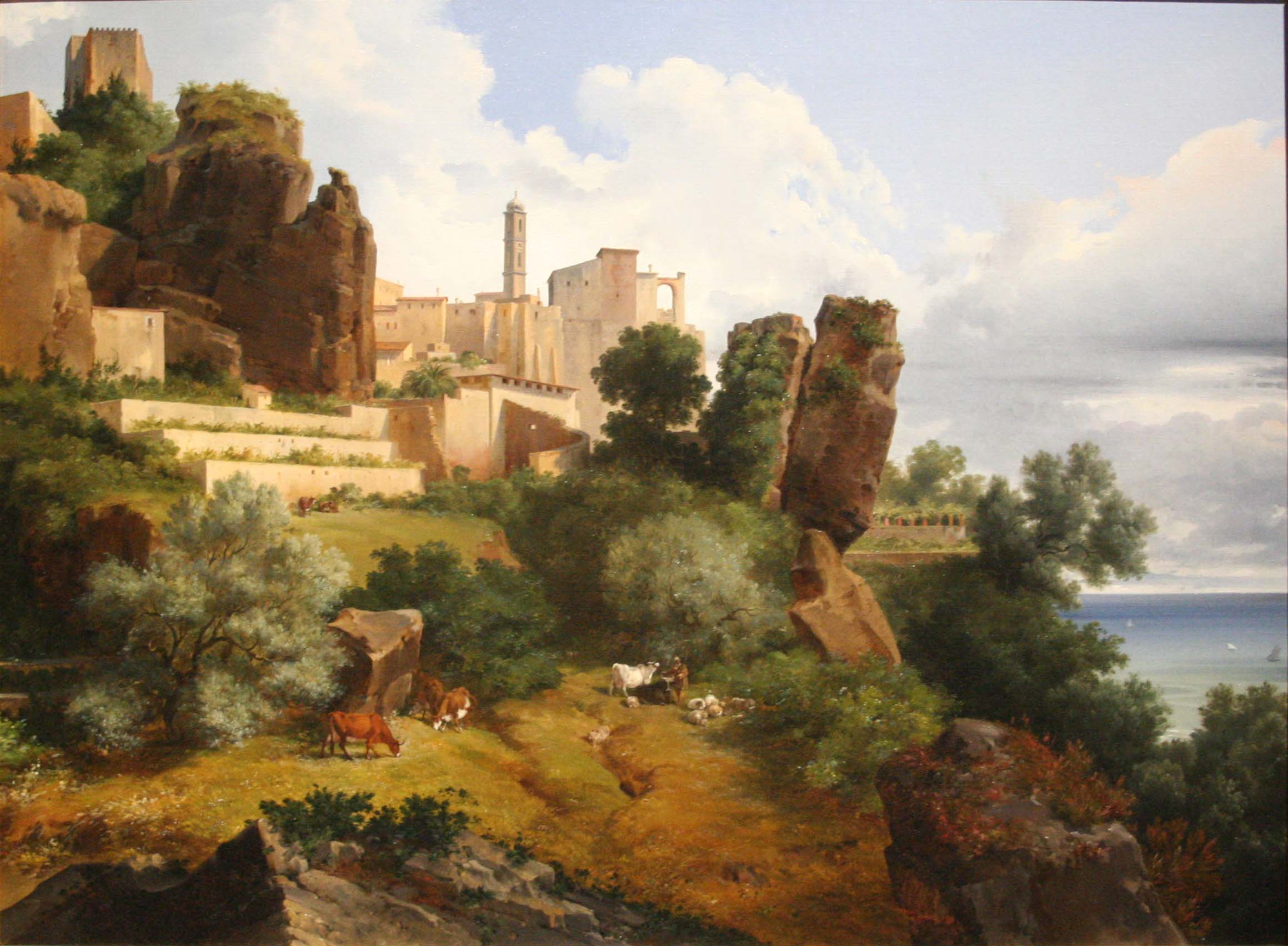
Vue prise de Roquebrune en Italie (1831), musée des Beaux-Arts de Marseille.
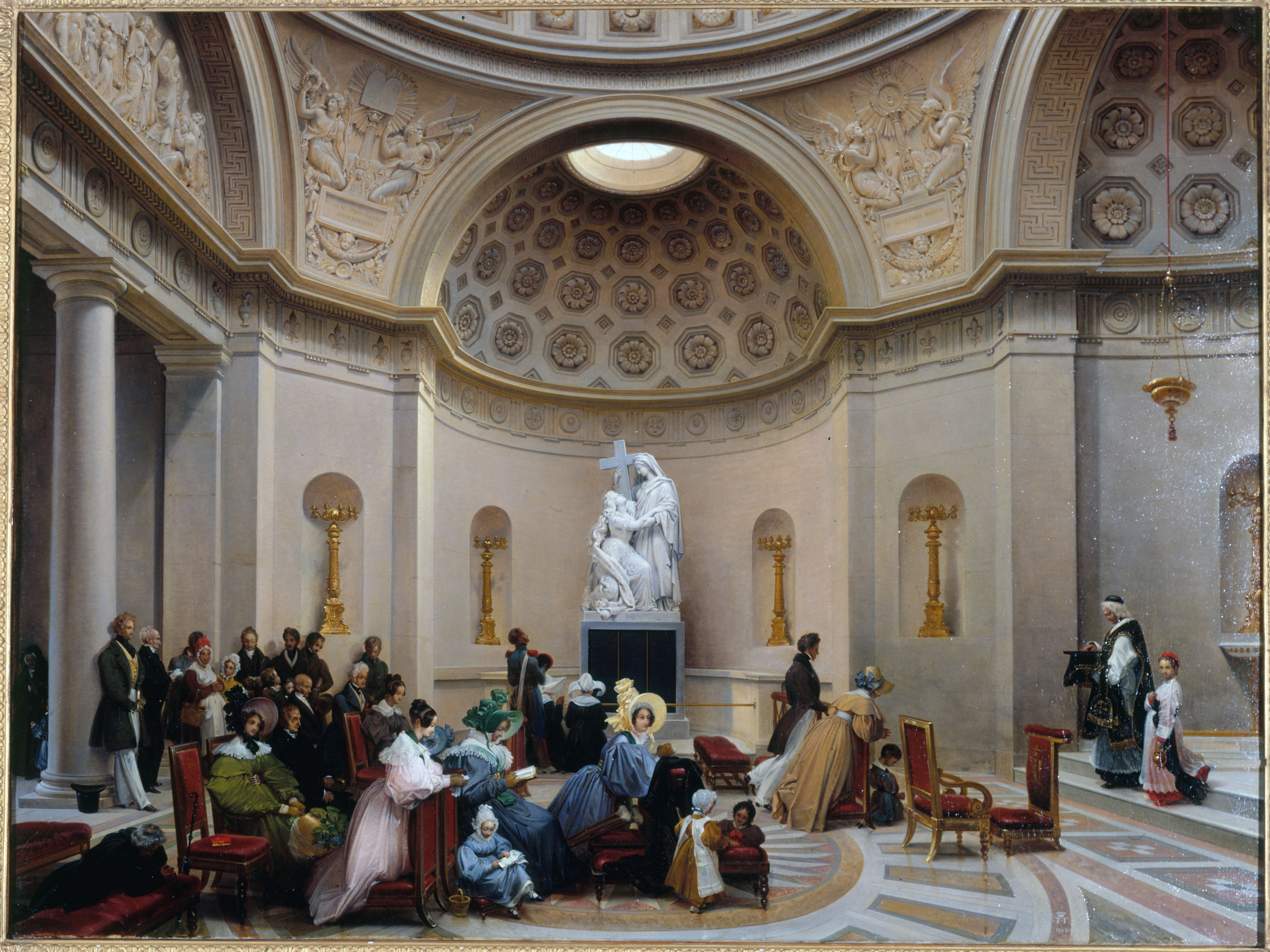
Une messe à la chapelle expiatoire (1835), Paris, musée Carnavalet.
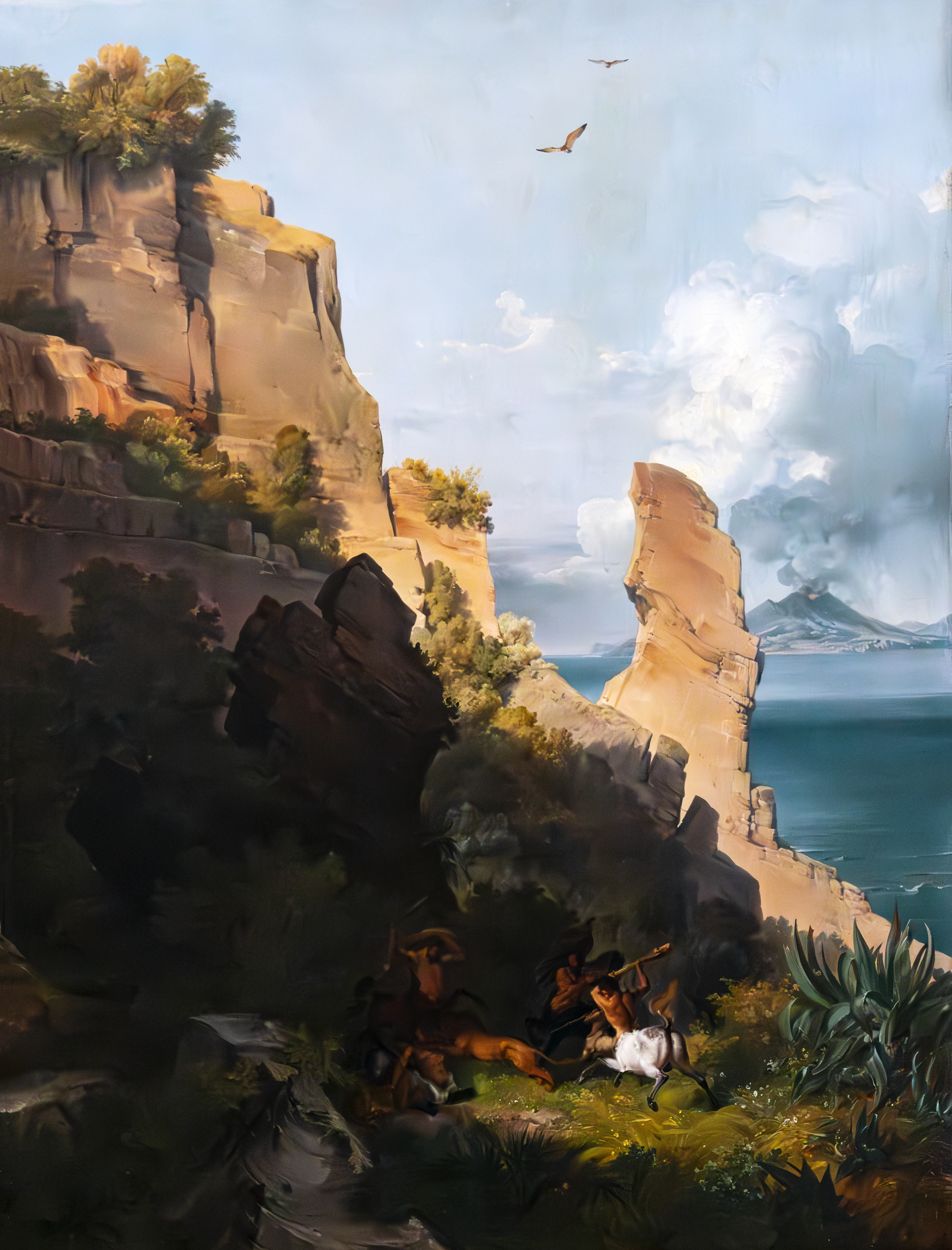
Rochers au bord de la mer avec des centaures, 1836, Galeries de l'Académie de Venise.
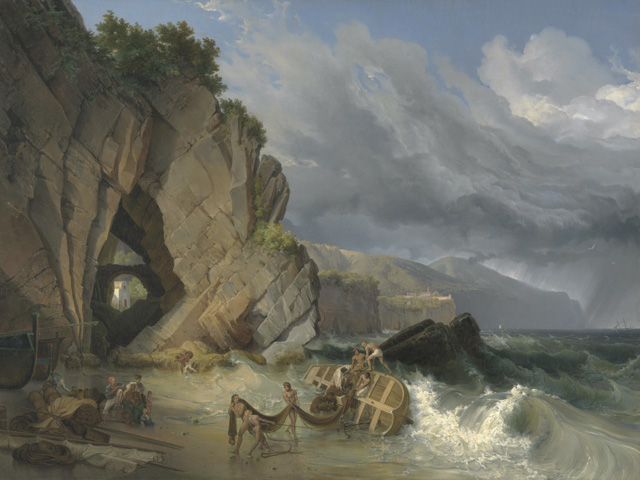
Pêcheurs dans la baie de Sorrente (1837), Staatliche Kunsthalle Karlsruhe.

## Expositions
Une exposition consacrée à Lancelot-Théodore Turpin de Crissé eut lieu au musée des Beaux-Arts d'Angers du 16 décembre 2006 au 15 avril 2007. À cette occasion, le musée des Beaux-Arts de Boston y avait prêté le Temple d’Antonin et Faustine et La baie de Naples. Cette exposition a été ensuite présentée à Boulogne-Billancourt à la bibliothèque Marmottan, du 10 mai au 30 juin 2007.

### Iconographie
Lancelot Théodore Turpin de Crissé a été portraituré par :
- Louis-André-Gabriel Bouchet, dans un tableau vers 1807 conservé au musée des Beaux-Arts d'Angers ;
- Jean-Auguste-Dominique Ingres, dans un dessin vers 1818 conservé au Metropolitan Museum of Art de New York[14] ;
- William Brockedon (en), dans un tableau de 1833 conservé à la National Portrait Gallery de Londres ;
- François-Joseph Heim, dans deux portraits dessinés en habit d'académicien conservés à Paris au musée du Louvre[15].

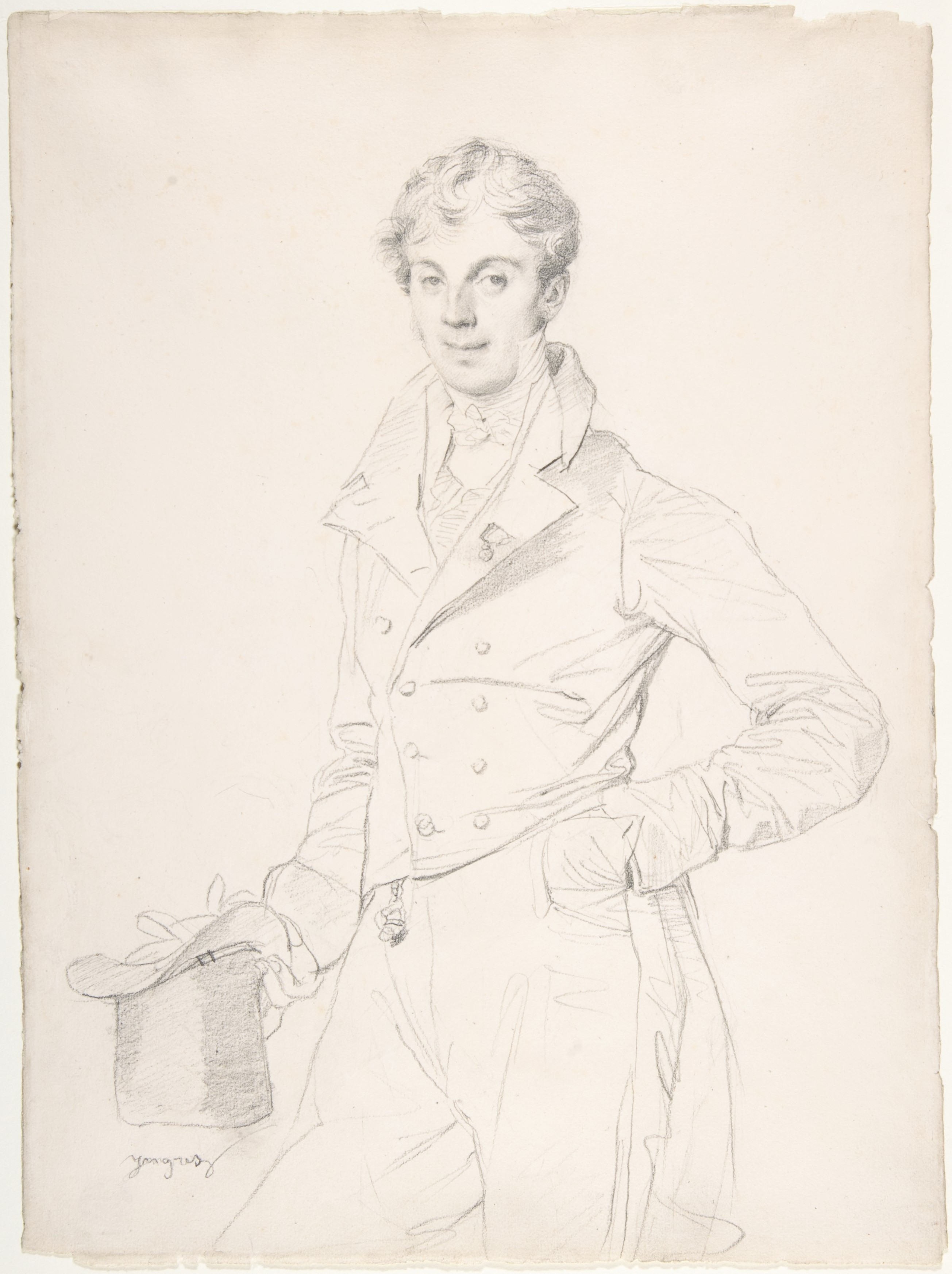
Jean-Auguste-Dominique Ingres, Lancelot-Théodore, comte Turpin de Crissé (vers 1818), New York, Metropolitan Museum of Art.
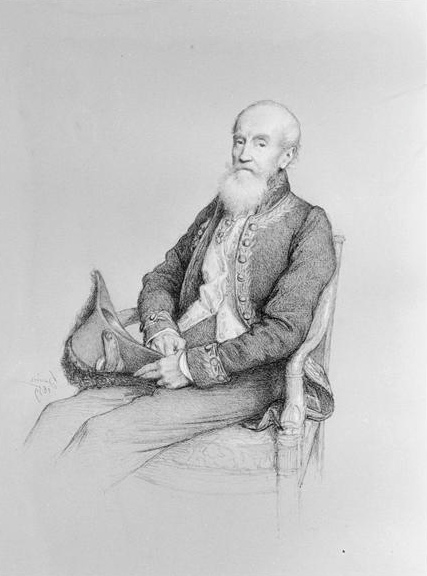
François-Joseph Heim, Portrait de M. le comte Turpin de Crissé (entre 1856 et 1859), Paris, musée du Louvre.